# Clianthus
Clianthus es un género  de plantas con flores  perteneciente a la familia Fabaceae.  

## Descripción
Alcanzan un tamaño de alrededor de dos metros de altura, con ramas extendidas que producen tallos de las hojas de hasta 15 cm de largo que lleva varios pares de pequeños foliolos. Por lo general, la flor aparece desde la primavera hasta principios de verano, pero puede florecer dos veces al año o incluso durante todo el año.

## Especies
- Clianthus puniceus
- Clianthus maximus

## Taxonomía
El género fue descrito por Sol. ex Lindl. y publicado en Edwards's Botanical Register 21: pl. 1775. 1835.  >	